# モラーヌ・ソルニエ

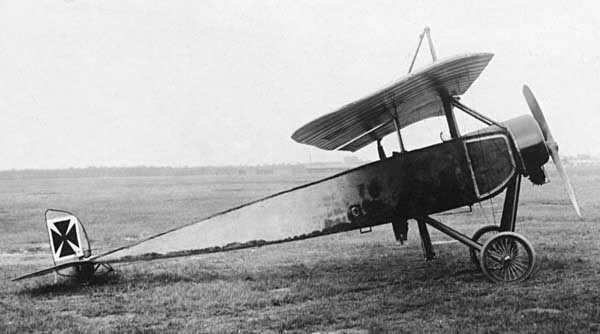
ドイツに捕獲されたモラーヌ・ソルニエ L

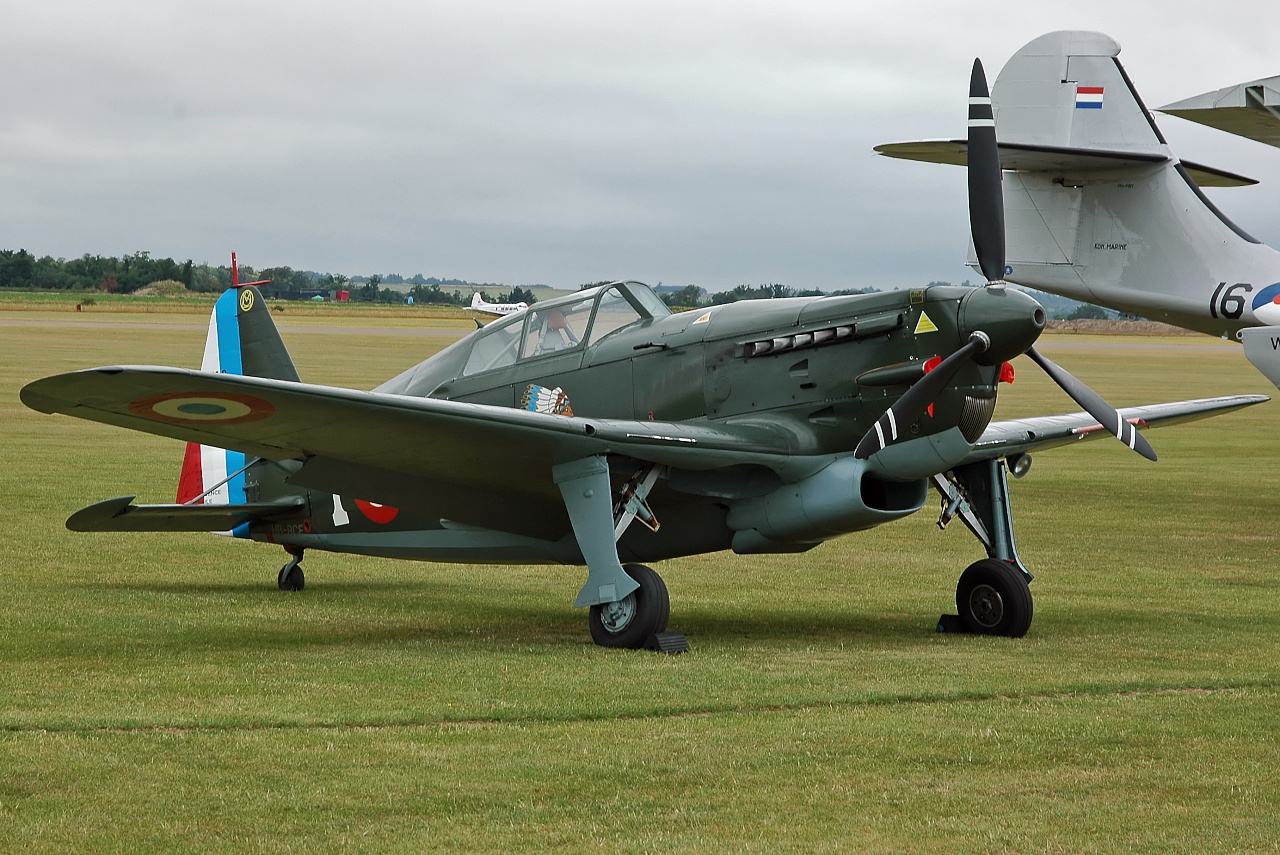
M.S.406をスイスでライセンス生産したD-3801

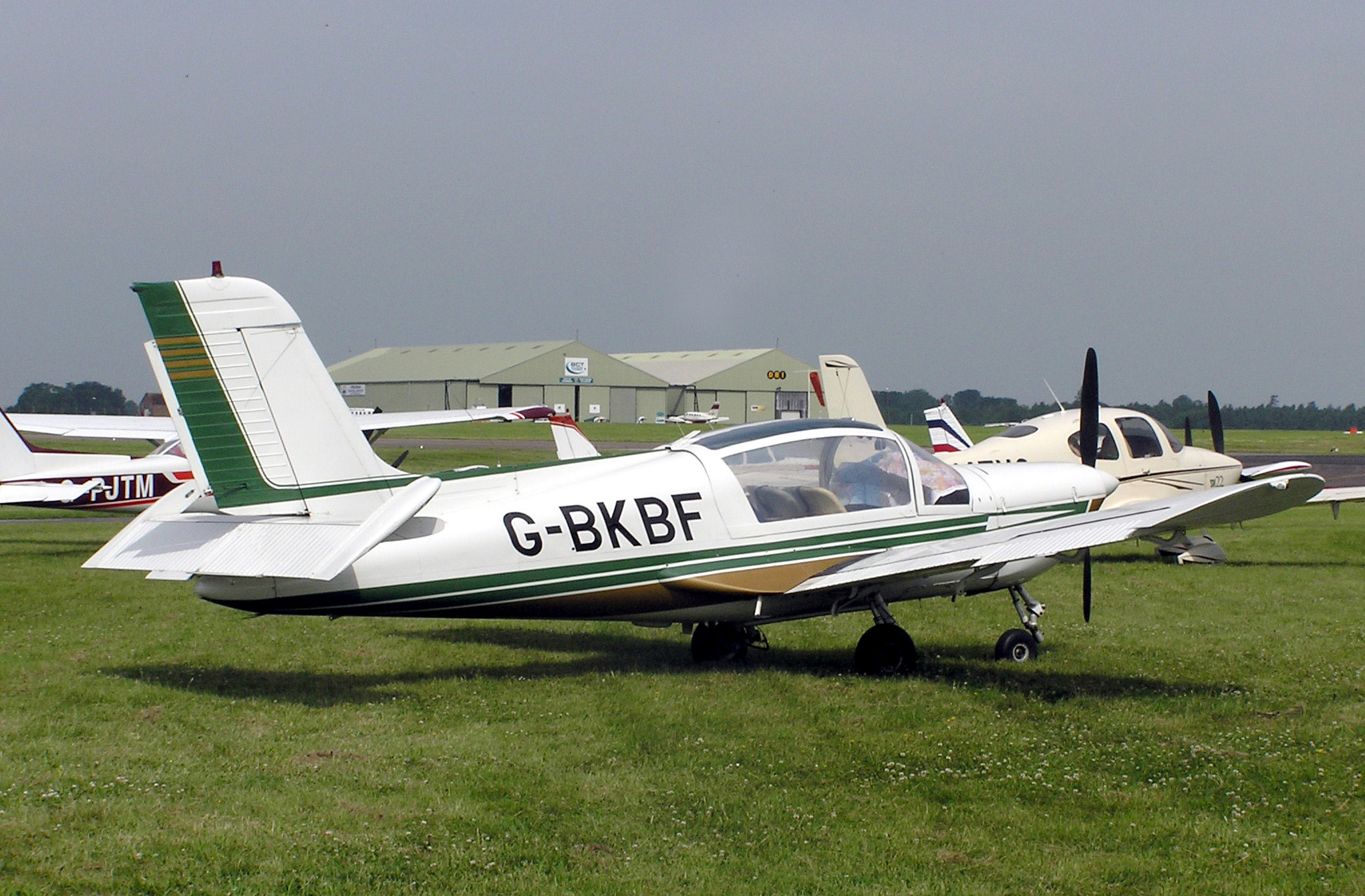
モラーヌ・ソルニエ ラリー

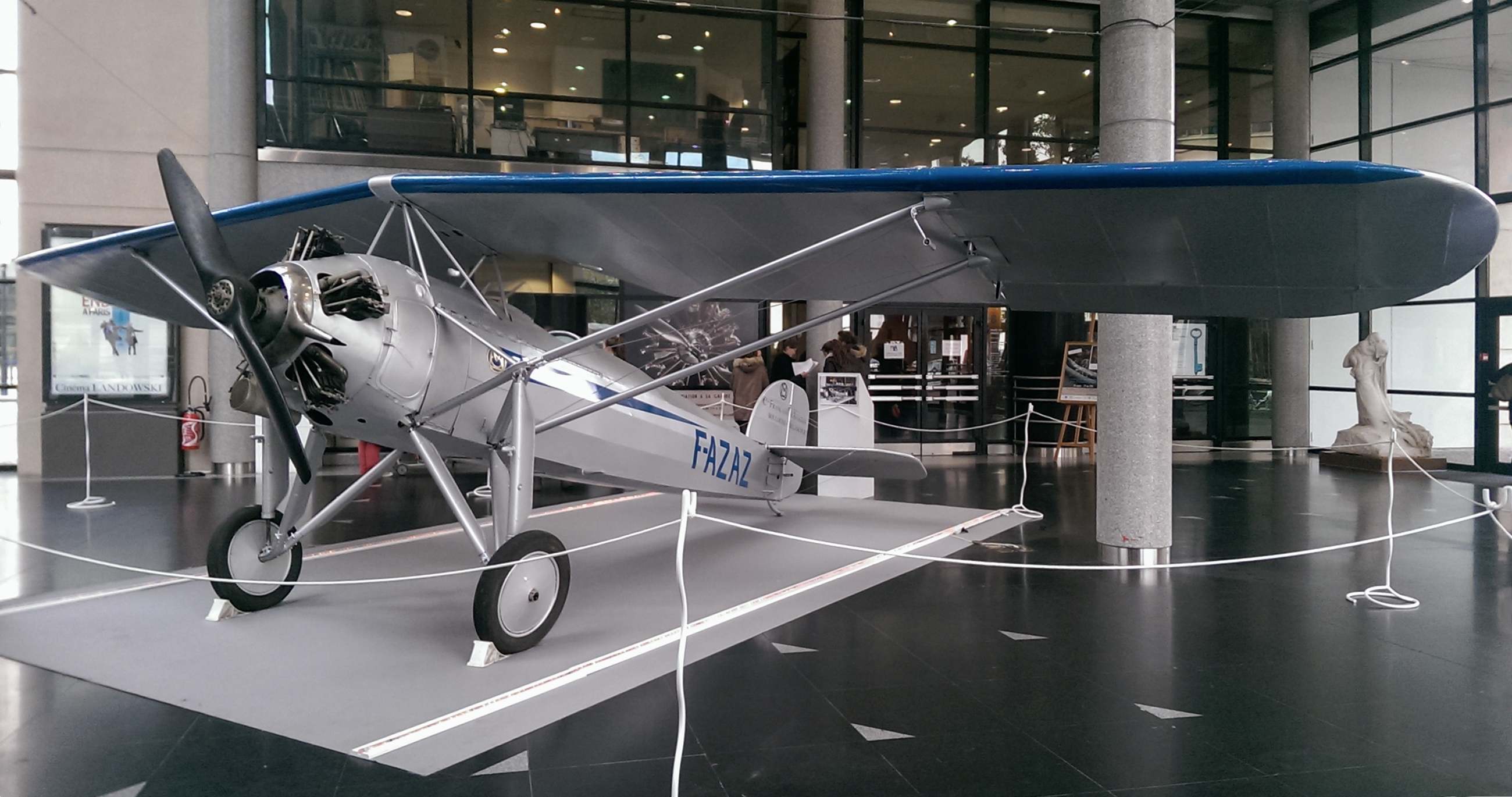
MS.185

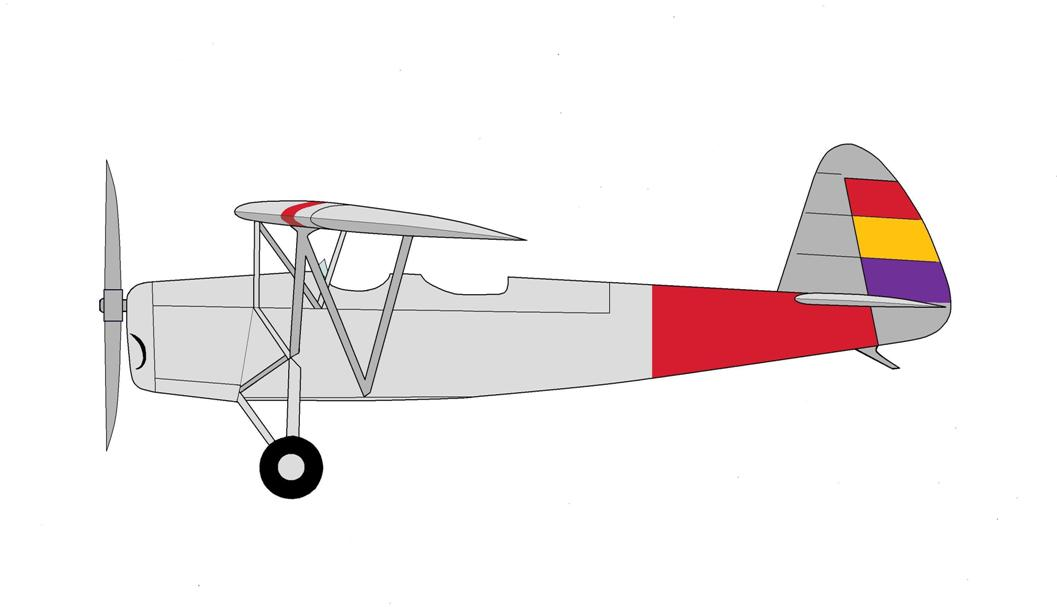
MS.341

モラーヌ・ソルニエ（Aéroplanes Morane-Saulnier ）は1911年10月にレイモンド・ソルニエ（1881年-1964年）と、レオン（1885年-1918年）、ロベール（1886年-1968年）のモラーヌ兄弟によって設立されたフランスの航空機メーカー。同社は1960年に買収されて分散した。

## 歴史
最初の製品であるモデルAは前身のモラーヌ社（モラーヌ＝ボレル社ともいう）から設計を引き継いだ単葉機であり、翼を曲げることによって操縦する方式を用いていた。その方式の飛行機でジュール・ヴェドリーヌは1911年5月26日にパリ＝マドリードレースに優勝していた。
初めて商業的に成功した機体は第一次世界大戦初期に戦闘機として使用されたモラーヌ・ソルニエ Lであった。Lはローラン・ギャロスが行った、機関銃を航空機の正面に取り付けてプロペラ回転面を通して発射する仕組みの実験に用いられた。しかし初期のタイプはしばしばプロペラを打ち抜く結果となったため、ギャロスは1915年に正しく同期しなかった弾丸をそらすための金属のくさびをプロペラに取り付け、すぐに驚異的な数の撃墜を記録し始めた。モラーヌ・ソルニエは基本的な単葉機デザインの発達版を開発し続けたが、1915年頃には新世代の複葉機に性能的に完全に凌駕されるようになっていた。1種類のデザインだけが戦後も生き残った。その機体、LMS パラソルはLタイプの単葉機の最後の発展型だったが、下方視界の改善のために主翼は胴体のさらに上に移されていた。
第一次世界大戦後、モラーヌ・ソルニエは練習機と民間航空機の設計をいくつも手掛けたが、第二次世界大戦勃発の気運が高まるにともない、再び軍用機を製作することになった。1920年代後期から1930年代初期にかけてM.S.230やM.S.315をはじめとするいくつかのパラソル翼戦闘機を開発したが、性能が十分でなく、これらは練習機として使用された。モラーヌ・ソルニエが大きな成功を収めたのは大胆な近代化を施したM.S.406であった。M.S.406は第二次世界大戦が始まったとき、フランス空軍が最も多く装備していた戦闘機だったが、その時点では設計が古くなっており、より進歩したメッサーシュミットBf109に対して、苦戦を強いられた。
第二次世界大戦が終わると、モラーヌ・ソルニエはいくつかの練習機と民間航空機モデルの生産に戻った。最もよく知られているのは4座で簡単な曲技飛行も可能なSTOL機として成功した「ラリー」シリーズである。
モラーヌ・ソルニエは1962年1月7日にポテーズに買収されて、「SEEMS」（Société d'Exploitation des Établissements Morane-Saulnier）となった。1966年にシュド・アビアシオンに統合された際、民間機部門が分離してソカタとなった。

## モラーヌ・ソルニエ設計の飛行機
- モラーヌ・ソルニエ A
- モラーヌ・ソルニエ B
- モラーヌ・ソルニエ G
- モラーヌ・ソルニエ H
- モラーヌ・ソルニエ L
- モラーヌ・ソルニエ LA
- モラーヌ・ソルニエ N
- モラーヌ・ソルニエ I
- モラーヌ・ソルニエ V
- モラーヌ・ソルニエ P
- モラーヌ・ソルニエ T
- モラーヌ・ソルニエ AC
- モラーヌ・ソルニエ AF
- モラーヌ・ソルニエ AI
- モラーヌ・ソルニエ AN
- モラーヌ・ソルニエ AR
- モラーヌ・ソルニエ BB
- MoS-30
- MoS-43
- MoS-50
- MoS-53
- MoS-121
- M.S.129
- MoS-130
- M.S.130 ミシュラン・カップ（Michelin Cup）
- MoS-132
- MoS-138
- MoS-139
- MoS-147
- MoS-148
- MoS-149
- MoS-152
- M.S.180
- M.S.181
- M.S.185
- M.S.200
- M.S.221
- M.S.222
- M.S.223
- M.S.224
- M.S.225
- M.S.226
- M.S.227
- M.S.230
- M.S.231
- M.S.232
- M.S.233
- M.S.234
- M.S.235
- M.S.236
- M.S.275
- M.S.315
- M.S.340
- M.S.341
- M.S.342
- M.S.343
- M.S.345
- M.S.350
- M.S.406
- M.S.435
- M.S.450
- M.S.470 ヴァノー（Vanneau）
- M.S.500 クリケー（Criquet）
- M.S.502
- M.S.505
- M.S.570
- M.S.571
- M.S.703 ペトレル（Pétrel）
- M.S.730 アルション（Alcyon）
- M.S.755 フルーレー（Fleuret）
- M.S.760 パリ（Paris）
- M.S.880 ラリー（Rallye）
- M.S.885 シュペルラリー（Super Rallye）
- M.S.1500

## 参照
Avions Morane-Saulnier - Aviation française